# Giuseppe D'Annibale
Giuseppe D'Annibale (Borbona, 22 de setembro de 1815 - 17 de julho de 1892) foi um cardeal italiano da Igreja Católica, que trabalhou na Cúria Romana como Prefeito da Sagrada Congregação de Indulgências e Sagradas Relíquias.

## Biografia
Filho de uma família humilde, recebeu sua formação inicial do pároco local. Recebeu o hábito clerical em 8 de novembro de 1828, e as insígnias do caráter clerical e das ordens menores em 29 de julho de 1832, de Gabriele Ferretti, bispo de Rieti, futuro cardeal. Por causa de dificuldades econômicas, ele não pôde entrar no seminário até 1835, estudando filosofia e teologia. Ordenado ao subdiaconato em 22 de setembro de 1838, e ao diaconato em 30 de março de 1839. Mais tarde obteve o doutorado em utroque iuris, tanto em direito civil quanto canônico, em Roma.

## Vida religiosa
Foi ordenado padre em 21 de setembro de 1839, por Filippo de' Conti Curoli, bispo de Rieti. Após sua ordenação, foi enviado de volta a Borbona por razões desconhecidas. Pouco depois, foi nomeado professor de teologia dogmática no seminário, ocupando o cargo por um ano. Regressou à sua família em Borbona sem um encargo específico e aí permaneceu dez anos, de 1840 a 1850. Durante esse período, estudou direito civil e romano. Nomeado professor de teologia moral no Seminário de Rieti em 1851 pelo padre Paolo De Sanctis, reitor do seminário e seu futuro biógrafo. Em 1852, o bispo Gaetano Carletti de Rieti o induziu a ir a Roma e apresentar-se como doutorando in utroque iure, tanto de direito canônico como civil, no Collegio dei Protonotari Apostolici, que obteve com grande distinção. Pouco depois, o bispo o nomeou seu vigário-geral e mais tarde, cônego do capítulo da catedral em fevereiro de 1856; com a morte de Dom Carletti em 26 de julho de 1867, tornou-se vigário capitular até 22 de dezembro de 1871, quando Egidio Mauri, O.P., futuro cardeal, foi preconizado bispo de Rieti.
Ele ampliou e reformulou a igreja de Santa Maria Nuova, dando-lhe a aparência que tem hoje. Encorajado pelo Bispo Mauri, publicou em 1873 In Costitutionem Apostolicae Sedis, qua censurae latae sententiae limitantur Commentarii editi iussu illmi et remi Fr. Aegidii Mauri episcopi Reatini ad usum sacerdotum suae dioecesis. Em 1874, ele publicou o primeiro volume de Summula theologiae moralis ad usum seminarii Reatini auctore I. D'Annibale cathedralis basilicae Reatinae canonico e em 1875, publicou o segundo volume e no ano seguinte, o terceiro. A obra foi muito elogiada e apreciada por Gioacchino Pecci, arcebispo-bispo de Perugia, futuro Papa Leão XIII. Ele também publicou os tratados e Iustitia et iure, De legibus, De censuris e De restitutione in genere.

## Episcopado
Apesar de sua reticência, ele foi promovido ao episcopado. Em 1 de agosto de 1881, estando em Ortona com Monsenhor De Sanctis, recebeu a notícia de sua promoção; ele telegrafou seus agradecimentos e demissão; a resposta foi que ele obrigado a aceitar. Assim, foi nomeado bispo titular de Caristo em 12 de agosto de 1881 e foi consagrado em 14 de agosto de 1881, na igreja de Santissima Trinità dei Monti, em Roma, por Raffaele Monaco La Valletta, Cardeal vigário de Roma, assistido por Giulio Lenti,  vice-gerente de Roma, e por Francesco Marinelli, O.S.A., sacristão de Sua Santidade.
Após a consagração, voltou a Rieti para seus cargos de vigário- geral e professor de teologia no seminário. Em 8 de novembro de 1882, teve que se mudar definitivamente para Roma para assumir o cargo de canonista da Penitenciária Apostólica. Em 25 de abril de 1883, foi nomeado consultor da Suprema Congregação da Inquisição do Santo Ofício e seu assessor, em 14 de novembro de 1884. Foi nomeado cônego do capítulo da Basílica de São Pedro em 13 de janeiro de 1885.

## Cardinalato
Foi criado cardeal pelo Papa Leão XIII, no Consistório de 11 de fevereiro de 1889, recebendo o barrete vermelho e o título de cardeal-presbítero de São Bonifácio e Santo Aleixo em 27 de maio. Nomeado prefeito da Sagrada Congregação de Indulgências e Sagradas Relíquias em 22 de junho de 1890.
Durante o inverno de 1891-1892 sua saúde piorou. Em 16 de julho de 1892, recebeu os últimos sacramentos e morreu, em Borbona, no dia seguinte. Velado na igreja paroquial de Borbona, onde se realizou o funeral solene, foi enterrado em um túmulo simples no cemitério de Borbona. Em 24 de novembro de 1935, seus restos mortais foram solenemente trasladados para a igreja de Santa Maria Nuova, hoje Santa Maria Assunta, em Borbona.